# BMX masculin aux Jeux olympiques d'été de 2012
Navigation
Pékin 2008 Rio de Janeiro 2016
Le BMX masculin, épreuve de BMX des Jeux olympiques d'été de 2012, a lieu du 8 au 10 août 2012, sur la piste de BMX du vélodrome de Londres.
La médaille d'or revient au Letton Māris Štrombergs, la médaille d'argent à l'Australien Sam Willoughby et la médaille de bronze au Colombien Carlos Oquendo.

## Programme
Tous les temps correspondent à l'UTC+1
| Date                  | Horaire | Manche                 |
| --------------------- | ------- | ---------------------- |
| Mercredi 8 août 2012  | 15 h 00 | Manche de répartition  |
| Jeudi 9 août 2012     | 15 h 00 | Quarts de finale       |
| Vendredi 10 août 2012 | 15 h 00 | Demi-finales et finale |

## Résultats

### Manche de répartition
| Rang | Cycliste              | Pays             | Temps    | Notes |
| ---- | --------------------- | ---------------- | -------- | ----- |
| 1    | Raymon van der Biezen | Pays-Bas         | 37 s 779 |       |
| 2    | Joris Daudet          | France           | 38 s 221 |       |
| 3    | Twan van Gendt        | Pays-Bas         | 38 s 339 |       |
| 4    | Connor Fields         | États-Unis       | 38 s 431 |       |
| 5    | Andrés Jiménez        | Colombie         | 38 s 445 |       |
| 6    | Sam Willoughby        | Australie        | 38 s 496 |       |
| 7    | Nicholas Long         | États-Unis       | 38 s 601 |       |
| 8    | Renato Rezende        | Brésil           | 38 s 628 |       |
| 9    | Quentin Caleyron      | France           | 38 s 637 |       |
| 10   | Marc Willers          | Nouvelle-Zélande | 38 s 687 |       |
| 11   | Māris Štrombergs      | Lettonie         | 38 s 697 |       |
| 12   | Liam Phillips         | Grande-Bretagne  | 38 s 719 |       |
| 13   | Rihards Veide         | Lettonie         | 38 s 753 |       |
| 14   | Carlos Oquendo        | Colombie         | 38 s 775 |       |
| 15   | David Herman          | États-Unis       | 38 s 955 |       |
| 16   | Kurt Pickard          | Nouvelle-Zélande | 39 s 057 |       |
| 17   | Khalen Young          | Australie        | 39 s 304 |       |
| 18   | Manuel De Vecchi      | Italie           | 39 s 385 |       |
| 19   | Luis Brethauer        | Allemagne        | 39 s 431 |       |
| 20   | Tory Nyhaug           | Canada           | 39 s 515 |       |
| 21   | Jelle van Gorkom      | Pays-Bas         | 39 s 529 |       |
| 22   | Brian Kirkham         | Australie        | 39 s 610 |       |
| 23   | Roger Rinderknecht    | Suisse           | 39 s 618 |       |
| 24   | Emilio Falla          | Équateur         | 39 s 737 |       |
| 25   | Morten Therkildsen    | Danemark         | 39 s 738 |       |
| 26   | Ernesto Pizarro       | Argentine        | 39 s 765 |       |
| 27   | Arnaud Dubois         | Belgique         | 39 s 772 |       |
| 28   | Moana Moo-Caille      | France           | 40 s 015 |       |
| 29   | Maik Baier            | Allemagne        | 40 s 231 |       |
| 30   | Sifiso Nhlapo         | Afrique du Sud   | 40 s 788 |       |
| 31   | Daniel Caluag         | Philippines      | 40 s 900 |       |
| –    | Edžus Treimanis       | Lettonie         |          | DNF   |

### Quarts de finale

#### Série 1
| Rang | Cycliste              | Pays             | 1re manche   | 2e manche    | 3e manche          | 4e manche     | 5e manche          | Total | Notes |
| ---- | --------------------- | ---------------- | ------------ | ------------ | ------------------ | ------------- | ------------------ | ----- | ----- |
| 1    | Raymon van der Biezen | Pays-Bas         | 37 s 974 (1) | 38 s 269 (1) | 38 s 392 (1)       | Déjà qualifié | Déjà qualifié      | 3     | Q     |
| 2    | Edžus Treimanis       | Lettonie         | 40 s 130 (4) | 52 s 014 (6) | 38 s 572 (2)       | Déjà qualifié | Déjà qualifié      | 12    | Q     |
| 3    | Quentin Caleyron      | France           | 42 s 560 (7) | 41 s 336 (5) | 1 min 04 s 609 (5) | 39 s 162 (1)  | 38 s 489 (1)       | 19    | q     |
| 4    | Khalen Young          | Australie        | DNF (8)      | 39 s 189 (2) | 39 s 456 (3)       | 39 s 484 (2)  | 1 min 04 s 756 (4) | 19    | q     |
| 5    | Morten Therkildsen    | Danemark         | 40 s 789 (6) | 39 s 788 (4) | 39 s 896 (4)       | 40 s 160 (4)  | 39 s 104 (2)       | 20    |       |
| 6    | Emilio Falla          | Équateur         | 39 s 602 (3) | DNF (8)      | 1 min 31 s 130 (6) | 39 s 756 (3)  | 41 s 793 (3)       | 23    |       |
| 7    | Kurt Pickard          | Nouvelle-Zélande | 40 s 200 (5) | 39 s 539 (3) | DNF (7)            | DNS (8)       | DNS (8)            | 31    |       |
| 8    | Renato Rezende        | Brésil           | 38 s 343 (2) | DNF (8)      | DNS (10)           | DNS (8)       | DNS (8)            | 36    |       |

#### Série 2
| Rang | Cycliste         | Pays            | 1re manche   | 2e manche          | 3e manche    | 4e manche     | 5e manche          | Total | Notes |
| ---- | ---------------- | --------------- | ------------ | ------------------ | ------------ | ------------- | ------------------ | ----- | ----- |
| 1    | Connor Fields    | États-Unis      | 37 s 721 (1) | 38 s 350 (1)       | 38 s 025 (1) | Déjà qualifié | Déjà qualifié      | 3     | Q     |
| 2    | Liam Phillips    | Grande-Bretagne | 38 s 072 (2) | 38 s 625 (2)       | 38 s 301 (2) | Déjà qualifié | Déjà qualifié      | 6     | Q     |
| 3    | Andrés Jiménez   | Colombie        | 38 s 753 (4) | 39 s 208 (3)       | 38 s 865 (4) | 38 s 581 (1)  | 44 s 026 (5)       | 17    | q     |
| 4    | Rihards Veide    | Lettonie        | 39 s 489 (6) | 39 s 416 (4)       | 38 s 609 (3) | 39 s 508 (4)  | 39 s 110 (2)       | 19    | q     |
| 5    | Tory Nyhaug      | Canada          | 38 s 610 (3) | 1 min 03 s 089 (7) | 39 s 949 (6) | 39 s 503 (3)  | 38 s 808 (1)       | 20    |       |
| 6    | Moana Moo Caille | France          | 39 s 191 (5) | 39 s 560 (5)       | 39 s 512 (5) | 38 s 705 (2)  | 1 min 30 s 608 (6) | 23    |       |
| 7    | Jelle van Gorkom | Pays-Bas        | 39 s 691 (7) | 1 min 37 s 793 (8) | 42 s 707 (8) | 40 s 419 (5)  | 40 s 096 (3)       | 31    |       |
| 8    | Maik Baier       | Allemagne       | 40 s 558 (8) | 56 s 453 (6)       | 40 s 541 (7) | 46 s 131 (6)  | 41 s 109 (4)       | 31    |       |

#### Série 3
| Rang | Cycliste           | Pays             | 1re manche         | 2e manche    | 3e manche    | 4e manche     | 5e manche     | Total | Notes |
| ---- | ------------------ | ---------------- | ------------------ | ------------ | ------------ | ------------- | ------------- | ----- | ----- |
| 1    | Marc Willers       | Nouvelle-Zélande | 40 s 558 (1)       | 38 s 879 (2) | 38 s 467 (1) | Déjà qualifié | Déjà qualifié | 4     | Q     |
| 2    | Joris Daudet       | France           | 54 s 108 (4)       | 38 s 789 (1) | 38 s 644 (2) | Déjà qualifié | Déjà qualifié | 7     | Q     |
| 3    | David Herman       | États-Unis       | DNF (8)            | 39 s 400 (3) | 39 s 373 (4) | 38 s 319 (1)  | 39 s 005 (2)  | 18    | q     |
| 4    | Roger Rinderknecht | Suisse           | 54 s 108 (3)       | 39 s 901 (5) | 39 s 209 (3) | 39 s 844 (4)  | 39 s 453 (3)  | 18    | q     |
| 5    | Nicholas Long      | États-Unis       | 1 min 46 s 734 (7) | 39 s 533 (4) | 39 s 379 (5) | 38 s 383 (2)  | 38 s 428 (1)  | 21    |       |
| 6    | Ernesto Pizarro    | Argentine        | 1 min 20 s 748 (6) | 40 s 179 (6) | 39 s 905 (7) | 38 s 799 (3)  | 40 s 141 (4)  | 26    |       |
| 7    | Manuel De Vecchi   | Italie           | 53 s 365 (2)       | 41 s 499 (8) | 50 s 728 (8) | 40 s 342 (6)  | 40 s 261 (5)  | 29    |       |
| 8    | Daniel Caluag      | Philippines      | 1 min 02 s 086 (5) | 40 s 763 (7) | 39 s 902 (6) | 40 s 342 (5)  | 40 s 380 (6)  | 29    |       |

#### Série 4
| Rang | Cycliste         | Pays           | 1re manche   | 2e manche    | 3e manche    | 4e manche          | 5e manche     | Total | Notes |
| ---- | ---------------- | -------------- | ------------ | ------------ | ------------ | ------------------ | ------------- | ----- | ----- |
| 1    | Twan van Gendt   | Pays-Bas       | 38 s 094 (1) | 38 s 190 (2) | 38 s 402 (4) | Déjà qualifié      | Déjà qualifié | 7     | Q     |
| 2    | Māris Štrombergs | Lettonie       | 38 s 359 (2) | 40 s 353 (5) | 37 s 738 (1) | Déjà qualifié      | Déjà qualifié | 8     | Q     |
| 3    | Sam Willoughby   | Australie      | 40 s 250 (4) | 37 s 856 (1) | 38 s 200 (3) | 38 s 840 (2)       | 59 s 499 (6)  | 16    | q     |
| 4    | Carlos Oquendo   | Colombie       | DNF (8)      | 39 s 148 (4) | 37 s 976 (2) | 1 min 23 s 505 (6) | 38 s 167 (1)  | 21    | q     |
| 5    | Luis Brethauer   | Allemagne      | 43 s 391 (6) | 39 s 108 (3) | 39 s 435 (5) | 40 s 134 (4)       | 38 s 973 (4)  | 22    |       |
| 6    | Arnaud Dubois    | Belgique       | 40 s 179 (3) | 51 s 285 (8) | 40 s 003 (7) | 39 s 564 (3)       | 38 s 620 (3)  | 24    |       |
| 7    | Brian Kirkham    | Australie      | 59 s 988 (7) | 48 s 026 (7) | 40 s 519 (8) | 38 s 158 (1)       | 38 s 475 (2)  | 25    |       |
| 8    | Sifiso Nhlapo    | Afrique du Sud | 41 s 773 (5) | 40 s 539 (6) | 39 s 653 (6) | 40 s 377 (5)       | 39 s 835 (5)  | 27    |       |

### Demi-finales

#### Demi-finale 1
| Rang | Cycliste              | Pays            | 1re manche         | 2e manche    | 3e manche    | Total | Notes |
| ---- | --------------------- | --------------- | ------------------ | ------------ | ------------ | ----- | ----- |
| 1    | Connor Fields         | États-Unis      | 51 s 791 (4)       | 37 s 885 (1) | 37 s 736 (1) | 6     | Q     |
| 2    | Raymon van der Biezen | Pays-Bas        | 38 s 372 (1)       | 38 s 046 (2) | 38 s 948 (5) | 8     | Q     |
| 3    | Liam Phillips         | Grande-Bretagne | 38 s 770 (2)       | 38 s 179 (3) | 38 s 509 (4) | 9     | Q     |
| 4    | Andrés Jiménez        | Colombie        | 40 s 730 (3)       | 38 s 882 (6) | 38 s 490 (3) | 12    | Q     |
| 5    | Edžus Treimanis       | Lettonie        | 51 s 856 (5)       | 39 s 125 (7) | 37 s 926 (2) | 14    |       |
| 6    | Quentin Caleyron      | France          | DNF (8)            | 38 s 392 (4) | 40 s 265 (6) | 18    |       |
| 7    | Rihards Veide         | Lettonie        | 53 s 670 (6)       | 38 s 640 (5) | 48 s 466 (7) | 18    |       |
| 8    | Khalen Young          | Australie       | 1 min 40 s 272 (7) | 45 s 520 (8) | DNS (10)     | 25    |       |

#### Demi-finale 2
| Rang | Cycliste           | Pays             | 1re manche         | 2e manche    | 3e manche          | Total | Notes |
| ---- | ------------------ | ---------------- | ------------------ | ------------ | ------------------ | ----- | ----- |
| 1    | Sam Willoughby     | Australie        | 38 s 059 (1)       | 37 s 542 (1) | 38 s 506 (3)       | 5     | Q     |
| 2    | Twan van Gendt     | Pays-Bas         | 44 s 742 (5)       | 37 s 798 (2) | 38 s 046 (1)       | 8     | Q     |
| 3    | Māris Štrombergs   | Lettonie         | 41 s 856 (4)       | 37 s 995 (4) | 38 s 088 (2)       | 10    | Q     |
| 4    | Carlos Oquendo     | Colombie         | 39 s 236 (2)       | 37 s 542 (5) | 38 s 811 (4)       | 11    | Q     |
| 5    | David Herman       | États-Unis       | 40 s 277 (3)       | 38 s 954 (6) | 48 s 205 (6)       | 15    |       |
| 6    | Joris Daudet       | France           | 45 s 702 (6)       | 37 s 990 (3) | 2 min 05 s 214 (7) | 16    |       |
| 7    | Roger Rinderknecht | Suisse           | 52 s 320 (7)       | 40 s 070 (7) | 43 s 021 (5)       | 19    |       |
| 8    | Marc Willers       | Nouvelle-Zélande | 1 min 34 s 759 (8) | 42 s 269 (8) | DNS (10)           | 26    |       |

### Finale
| Rang | Cycliste              | Pays            | Temps          |
| ---- | --------------------- | --------------- | -------------- |
| 1    | Māris Štrombergs      | Lettonie        | 37 s 576       |
| 2    | Sam Willoughby        | Australie       | 37 s 929       |
| 3    | Carlos Oquendo        | Colombie        | 38 s 251       |
| 4    | Raymon van der Biezen | Pays-Bas        | 38 s 492       |
| 5    | Twan van Gendt        | Pays-Bas        | 44 s 744       |
| 6    | Andrés Jiménez        | Colombie        | 53 s 377       |
| 7    | Connor Fields         | États-Unis      | 1 min 03 s 033 |
| 8    | Liam Phillips         | Grande-Bretagne | 2 min 11 s 918 |